# Erik Lewin
Erik Anders Lewin, född 20 mars 1969 i Hägerstens församling i Stockholm, är en svensk författare samt tidigare företagsledare och militär.

## Biografi
Lewin avlade officersexamen 1993 och utnämndes samma år till fänrik i armén, där han befordrades till löjtnant 1997. I slutet av 1990-talet var han placerad vid Norrlands dragonregemente, men tjänstgjorde tillfälligt vid Livregementets husarer. Han tjänstgjorde senare i Särskilda operationsgruppen. Därefter var han bland annat verkställande direktör för säkerhetsföretagen 2Secure och Vesper Group.
År 2012 utgavs hans bok Operation Scimitar under pseudonymen Adrian Andersson. År 2016 gavs den ut på nytt i något omarbetad form, nu under titeln Operation Saif och under Lewins eget namn. Några veckor före Almedalsveckan 2015 utgavs hans roman Almedalen har fallit, som handlar om ett väpnat angrepp mot Almedalsveckan som bland annat leder till att ledande makthavare tillfångatas.